# Джованні ді Біччі Медічі
Джованні ді Біччі Медічі (1360—1429) — італійський політичний діяч, засновник Банку Медічі. Видатний представник роду Медічі.

## Життєпис
Народився у Флоренції. Син Аверардо ді Біччі Медічі та Якопи Спіні. Джованні більше цікавився розвитком власного Банку, засновником якого він став, ніж політичними подіями. Деякий час він не втручався у внутрішні чвари аристократів та пополанів. Водночас Джованні мав на меті стати членом шляхетських родин.
З 1380 року працював у римському відділені банку В'єрі Медічі. У 1382 році стає там молодшим партнером, а у 1385 році очолює римське відділення. У 1390 році перетворює останнє у незалежний банк. У 1394 році разом із братом Франческо викуповує долю банк В'єрі Медічі. 1 жовтня 1397 року було засновано його банк у Флоренції. Цьому сприяв вдалий шлюб з представницею заможної родини Бауері, в посаг за якої Джованні отримав 1500 флоринів.
Зрозумівши, що для розвитку власної справи необхідна політична діяльність, він все більше займається політикою — у 1402 році очолює корпорацію банкірів (цех банківський). Того ж  року відкриває вовняну мануфактуру.
У 1403 році виконує дипломатичну місію у Болоньї. Він стає членом уряду Флорентійської республіки у 1402 та 1419 роках. На посаду пріора корпорації банкірів Джованні було переобрано 1408 та 1411 роках, у 1407 році стає губернатором Пістойї а в 1421 році він стає гонфалоньєром республіки.
Водночас Джованні ді Біччі продовжує розвивати власну справу — його діяльність виходить за межі республіки. У 1410 році він підтримує повернення пап римських до Риму з Авіньйону, що виявилося дуже слушним політичним вчинком. Налагодив гарні стосунки з антипапою Іван XXIII, а потім папою римським Мартином V, ставши банкіром папської курії.
До 1420 року його дохід склав 114 тисяч флоринів (для порівняння шляхтич міг безбідно прожити на 100 флоринів на рік). Банк Джованні мав 2 відділення у Римі (для обслуговування римських пап та інших клієнтів), по одному у Венеції, Неаполі, Пізі, Гаеті, Мілані, Женеві, Ліоні, Авіньйоні, Брюгге, Лондоні.
У 1426 році Джованні Медічі не дозволив представнику аристократичної партії Рінальдо де Альбіцці посилити владу нобілів. Внаслідок цього вплив на уряд республіки з боку Медічі став повним. Джованні ді Біччі наказав скласти один з перших кадастрів, щоб оподаткувати майно багатіїв і водночас послабити своїх політичних супротивників.
Джованні Медічі брав участь у всіх замовленнях на твори мистецтва, у всіх акціях суспільного милосердя, зокрема, під час мору.

## Родина
Дружина — Піккарда Буері, донька Едуардо Буері, заможного флорентійського громадянина
Діти:
- Козімо Медічі (1389—1464)
- Лоренцо Медічі Старий (1395—1440)